# Gregorius Aminoff (1811–1874)
Gregorius Aminoff, född den 3 november 1811 i Sjundeå socken, död den 27 maj 1874 i Åbo, var en finländsk militär. Han var sonson till Adolph Aminoff och far till Ivar Aminoff. 
Aminoff blev underfänrik vid Villmanstrands infanteriregemente 1830, fänrik vid 46. jägarregementet 1833, vid Villmanstrands infanteriregemente samma år, blev underlöjtnant där 1835, vid 8. finska linjebataljonen samma år, löjtnant där 1838, vid Sjitomirska jägarregementet 1842, stabskapten där 1843, vid 5. skarpskyttebataljonen 1844, kaptendär  1845, vid finska grenadjärskarpskyttebataljonen 1846, major där 1849 och chef för 6. finska skarpskyttebataljonen 1853. Han var med i Krimkriget 1854. Aminoff blev överstelöjtnant och kommendör för 7. finska indelta skarpskyttebataljonen i Björneborg 1855. Han befordrades till överste 1863 och beviljades avsked 1865.